# Biełtransgaz
Biełtransgaz (biał. Белтрансгаз) – białoruskie przedsiębiorstwo państwowe, odpowiedzialne za dystrybucję i przesył gazu ziemnego przez Białoruś. Jest operatorem Gazociągu Jamalskiego. Posiada także wszystkie gazociągi biegnące przez teren Białorusi.
W 2002 roku Biełtransgaz przesyłał na Białoruś gaz po cenach wewnątrz rosyjskich. W zamian za przejęcie 50% akcji Biełtransgazu przez Gazprom 8 czerwca 2004 roku Białoruś zawarła z Gazpromem umowę na dostawy gazu do końca 2004 roku. W 2005 roku ilość gazu dostarczonego na Białoruś wynosiła 40,4 mld m³. Po wygaśnięciu umowy z Gazpromem Białoruś pobierała gaz nielegalnie, co spowodowało zawieszenie tranzytu gazu do Europy Zachodniej.